# Chalcophora japonica
 (septembre 2022).
Ubatamamushi
Espèce
Chalcophora japonica, en japonais ubatamamushi (kanji : 姥玉虫, katakana : ウバタマムシ ; litt. « punaise bijou nourrice »), est une espèce de coléoptères métallique, en forme de balle, de la famille des Buprestidae. Elle est endémique du Japon.

## Habitat et apparence
Cet insecte est commun sur les îles de Honshū, Shikoku et Kyūshū. Ses larves xylophages blanches et apodes sont en forme de têtard et atteignent une longueur de 8 à 50 mm. Les adultes sont longs de 24 à 40 mm ; ils ont des rayures brunes et noires et des taches dorées sur toute la longueur du corps. Présents de mai à août, ils sont  attirés par le soleil, préférant voler pendant la partie la plus chaude de la journée et se nourrissant de jeunes bourgeons et de feuilles d'arbres.

## Reproduction
Les larves sont idéalement adaptées au forage du bois, étant dorsalement aplaties avec un large thorax. Les femelles pondent environ 75 œufs dans les crevasses de l'écorce ou sur des arbres blessés et parfois dans les poutres apparentes des vieilles maisons, où les larves deviennent de sérieux ravageurs. Celles-ci creusent un tunnel sous l'écorce des arbres où elles se nourrissent activement de bois. Le stade larvaire peut durer plusieurs années.
Les mâles sont parfois sélectivement tués au stade embryonnaire par une bactérie du genre Wolbachia. Cela peut limiter leur proportion dans la population. En l'absence de mâles, les femelles peuvent se reproduire en utilisant une forme de reproduction asexuée connue sous le nom de parthénogenèse.